# St. Paul Park (Minnesota)
St. Paul Park és una població dels Estats Units a l'estat de Minnesota. Segons el cens del 2000 tenia 5.070 habitants.

## Demografia
Segons el cens del 2000, St. Paul Park tenia 5.070 habitants, 1.829 habitatges, i 1.344 famílies. La densitat de població era de 822,5 habitants per km².
Dels 1.829 habitatges en un 38,1% hi vivien nens de menys de 18 anys, en un 55,7% hi vivien parelles casades, en un 12,5% dones solteres, i en un 26,5% no eren unitats familiars. En el 20,9% dels habitatges hi vivien persones soles el 6,3% de les quals corresponia a persones de 65 anys o més que vivien soles. El nombre mitjà de persones vivint en cada habitatge era de 2,74 i el nombre mitjà de persones que vivien en cada família era de 3,17.
Per edats la població es repartia de la següent manera: un 29,1% tenia menys de 18 anys, un 8,1% entre 18 i 24, un 33,5% entre 25 i 44, un 19,7% de 45 a 60 i un 9,6% 65 anys o més.
L'edat mediana era de 34 anys. Per cada 100 dones de 18 o més anys hi havia 97,9 homes.
La renda mediana per habitatge era de 50.805 $ i la renda mediana per família de 54.063 $. Els homes tenien una renda mediana de 37.083 $ mentre que les dones 29.143 $. La renda per capita de la població era de 20.234 $. Entorn del 5,1% de les famílies i el 5,5% de la població estaven per davall del llindar de pobresa.

## Poblacions més properes
El següent diagrama mostra les poblacions més properes.